# Велика Лопушна
Велика Лопушна — колишній об'єкт природно-заповідного фонду Івано-Франківської області, ботанічна пам'ятка природи місцевого значення. Об'єкт знаходився у межах колишньогоБогородчанського району, на південь від села Стара Гута. Пам'ятка природи належала Сивульському лісництву (квартал 25), яке є в складі Солотвинського держлісгоспу. Площа — 1,2 га.

## Створення
Була оголошена рішенням Івано-Франківської обласної ради 16 вересня 1980 року.  

## Характеристика на момент створення
Місце зростання цінної лікарської рослини - тирлича жовтого, виду, занесеного до "Червоної книги СРСР".

## Скасування
Рішенням Івано-Франківської обласної ради № 350-10 від 12.03.2004 пам'ятка була скасована.
Скасування статусу відбулось по причині того, що з рослинного покриву пам'ятки зник тирлич жовтий. Зазначена підстава скасування не має врегульованого у законодавстві обґрунтування[джерело?].